# آنیسین
| سامانه  | ردیف  | اشکوب      | سن (میلیون سال) |
| ------- | ----- | ---------- | --------------- |
| ژوراسیک | پیشین | هتانجین    | → پس از آن      |
| تریاس   | پسین  | راتین      | ۲۰۱٫۳–۲۰۸٫۵     |
| تریاس   | پسین  | نورین      | ۲۰۸٫۵–۲۲۸       |
| تریاس   | پسین  | کارنین     | ۲۲۸–۲۳۵         |
| تریاس   | میانه | لادینین    | ۲۴۲–۲۳۵         |
| تریاس   | میانه | آنیسین     | ۲۴۲–۲۴۷٫۲       |
| تریاس   | پیشین | اولنکین    | ۲۴۷٫۲–۲۵۱٫۲     |
| تریاس   | پیشین | ایندون     | ۲۵۱٫۲–۲۵۲٫۲     |
| پرمین   | پرمین | چانگسینگین | → پیش از آن     |

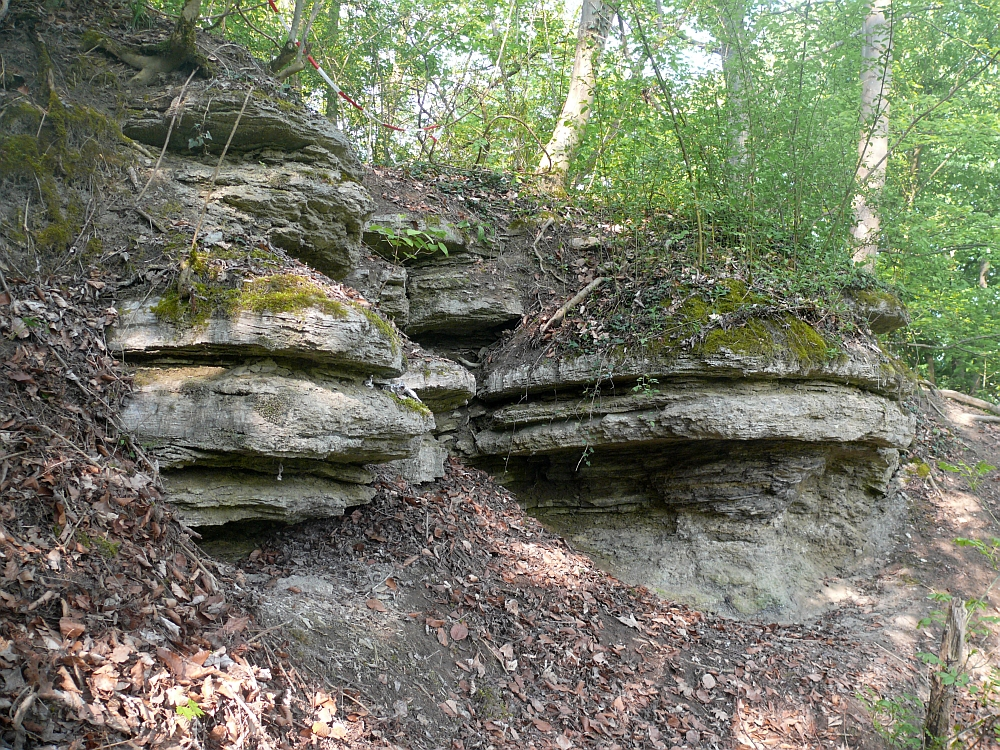
چینه‌های متعلق به دوره آنیسین

آنیسین (انگلیسی: Anisian) در مقیاس زمانی زمین‌شناسی، اشکوب زیرین یا قدیمی‌ترین عصر از ردیف یا دور تریاس میانه به‌شمار می‌رود. آنیسین در ستون چینه‌شناسی پس از اشکوب اولنکین و پیش از لادینین جای می‌گیرد. عصر آنیسین از حدود ۲۴۷٫۲ میلیون سال پیش آغاز شده و تا حدود ۲۴۲ میلیون سال پیش ادامه یافت.

## نام‌گذاری
نام آنیسین از نام لاتینی رود انز در اشتایرمارک اتریش گرفته شده است. این نام در سال ۱۸۹۵ توسط زمین‌شناسان اتریشی معرفی شد.